# Lobelia macrocentron
Lobelia macrocentron är en klockväxtart som först beskrevs av George Bentham, och fick sitt nu gällande namn av Tina J. Ayers. Lobelia macrocentron ingår i släktet lobelior, och familjen klockväxter. Inga underarter finns listade i Catalogue of Life.